# Ленінград (гурт)
Ленінград (рос. Ленинград), також відомий як Угруповання Ленінград (рос. Группировка «Ленинград») і Бандформування Ленінград (рос. Бандформирование «Ленинград») — популярний російський рок-гурт із Санкт-Петербурга (колишній Ленінград), очолюваний Сергієм «Шнуром» Шнуровим.
Гурт, що складається з 14 учасників, був заснований наприкінці 1990-х років. Ленінград працював у стилі циганського панку і незабаром став сумнозвісним через вульгарні тексти (з великою кількістю російського мату) та оспівування пияцтва. Як наслідок, більшість радіостанцій спочатку уникали гурт, що не завадило зростаючій популярності «Ленінграда», частково з суто естетичних міркувань, таких як багатий духовий звук. Зрештою, гурт потрапив на радіо і телебачення (з ненормативною лексикою). Шнуров навіть виступив у кількох новорічних телепередачах.
У 2007 році група почала експериментувати з жіночим бек-вокалом, врешті-решт обравши джазову співачку Юлію Коган як постійну учасницю гурту.
Ленінград розпався у 2008 році, а потім возз'єднався у 2010 році. З того часу було випущено кілька нових пісень і відеокліпів, у більшості з яких вокальні партії виконувала Коган, а не Шнуров.

## Історія гурту

### 1996—1999
У створенні «Ленінграда» в 1996 році брав участь Ігор Вдовін у якості вокаліста, текст і музику композицій писав, в основному, Сергій Шнуров, він же грав на бас-гітарі, але незабаром став фронтменом. Незважаючи на те, що основний склад команди був сформований у 1995—1996 роках, офіційним днем народження гурту вважається 13 січня 1997 року. Початковий склад гурту «Ленінград» виглядав так: Ігор Вдовін (вокал, гітара), Сергій Шнуров (бас-гітара), Андрій Антоненко (акордеон, клавішні, туба), Олександр Попов (вокал, великий барабан, гітара), Олексій Калінін (ударні), Роман Фокін (саксофон), Олег Соколов (труба), Ілля Івашов (туба). Під час виступів часто один або декілька учасників гурту виходили на сцену в нетверезому стані. Це було характерно для багатьох російських «андеграундних» колективів, та нетверезий стан став на тривалий час чи не обов'язковою складовою сценічного образу «Угруповання Ленінград».
За часів Ігоря Вдовіна гурт грав музику в основному «дворового» характеру, загалом орієнтуючись на творчість Аркадія Сєвєрного. Якщо на ранньому етапі лайка в піснях «Ленінграда» носила епізодичний характер, то починаючи з другого альбому («Мат без электричества») гостре слівце стало невід'ємною частиною творчості колективу. Улітку 1998 року Леонід Федоров взяв участь у якості саунд-продюсера і музиканта під час записування альбому «Пуля». У грудні 1998 року Леонід замінив хворого фронтмена «Ленінграда» Ігоря Вдовіна під час виступу гурту в палаці культури ім. Горбунова, де «Ленінград» відкривав концерти гурту «АукцІон». Альбом «Пуля» вийшов у світ у липні 1999 року (московська презентація альбому відбулася 2 і 3 липня в клубі «Бункер»). Крім Леоніда та музикантів «Ленінграда», в записуванні брав участь «АукцІону» Павло Литвинов.
Восени 1998 року на петербурзькому телеканалі NBN відбулася прем'єра дебютного кліпу гурту «Ленінград» — «Я так люблю тебя». Учасникам гурту відео не сподобалось, а телеканал «MTV-Росія» брати кліп у ротацію категорично відмовився. Тоді ж гурт покинув Ігор Вдовін, і колектив зробив спробу виступати одразу в кількох містах із різними вокалістами. На деяких концертах роль вокаліста й гітариста виконував Олександр Попов на прізвисько «Пузо» (зберігся історичний запис концерту біля готелю «Прибалтійська», де він виступає в ролі фронтмена гурту). Після неуспіху одного з таких концертів Сергій Шнуров вирішив стати єдиним фронтменом гурту.
У той період склад гурту змінюється (йдуть трубач Олег Соколов і тромбоніст Раміль Шамсутлінов, у склад гурту приходять Всеволод Антонов (відомий як Сєвич, до 2001 року бере лише епізодичну участь у концертах гурту в якості бас-гітариста), Світлана Колібаба (також епізодично бере участь у концертах гурту в якості клавішниці та вокалістки), тромбоніст Василь Савін, трубач Олександр Привалов). В оновленому складі гурт записав свій другий альбом «Мат без электричества», який вийшов на лейблі «Gala Records» 17 грудня 1999 року. Другий кліп гурту на пісню «Ду ю лав ми (Дай любви)» потрапив до ротації телеканалу «MTV-Росія». Гурт почав набирати популярність у країні завдяки композиціям «Дикий мужчина», «Шоу-бизнес», «Алкоголик и придурок».

### 2003—2008
У лютому 2003 року «Ленінград» презентують свою нову програму «Для мільйонів». Тим не менш, восьмий альбом «Угруповання Ленінград» був виданий 21 жовтня 2003 компанією «Містерія звуку» під назвою «Для мільйонів». 20 квітня 2003 року кліп на композицію «Money» переміг кліп гурту MP3 «Кобзон» за результатами дводенного sms-голосування у програмі «Відеобитва MTV». 5 червня 2003 року «Ленінград» стали переможцями премії «Муз-ТВ 2003», під час якої музиканти влаштували клоунаду — під фонограму композиції «WWW» учасники гурту влаштували танці, тоді як Роман Паригін періодично відкривав рота під запис голосу Шнурова. Отримавши нагороду металеву тарілку з яблучком, Шнуров шпурнув її в зал зі словами: «Свободу не купиш і не продаси». Восени 2003 року «Ленінград» записує альбом Huinya (виданий 2005 року) з музичним тріо з Лондона The Tiger Lillies. У грудні 2003 року відбулося відкриття незалежного лейблу «Шнур'ОК», на якому Сергій Шнуров планував випускати цікаві йому релізи. Першим повноцінним альбомом, випущеним на даному лейблі, став диск «Thrills And Kills» гурту «Spitfire».
На початку 2004 року 2 кліпи гурту на композиції «Менеджер» (грудень 2003) та «Мамба» (січень 2004) стали лідерами в ротації на двох музичних телеканалах — MTV та Муз-ТВ. Навесні 2004 року відбулася прем'єра кліпу «Дороги», який довгий час займав верхні рядки чартів. У четвер 27 травня 2004 року у програмі «MTV Реліз» було вперше показано кліп на композицію «Геленджик». Дев'ятий студійний альбом колективу «Ленінград» «Бабарот или как нужно делать саундтреки» вийшов 27 травня 2004 року і став відомим під скороченою назвою «Бабаробот». Альбом є так званим «фільмом», історія, яка розповідає про хлопців, які працювали на заводі. Від нічого робити вони видали свого друга на прізвисько Робот за кіборга, модель якого називається «Бабаробот». Після виходу альбому «Бабаробот» популярність гурту «Ленінград» значно зросла. Ненормативної лексики поменшало, а лірики та приколів — більше. Ненормативної лексики поменшало, а лірики та приколів — більше. Після композиції «WWW» у Ленінграда з'явився новий хіт «Геленджик». Рок-опера гурту «Ленінград» наповнена гумором у стилі Шнура, життєвими реаліями та якісною музикою. Трек «Геленджик» став хітом чорноморського узбережжя і довго не залишав російські чарти. 7 серпня 2004 року відбувся виступ гурту «Ленінград» на фестивалі «Нашествие». Під час фестивалю Сергієм Шнуровим було запропоновано виконати композицію «Геленджик» за участю людей, вбраних у надувні костюми курчат, але з низки причин задум залишився нереалізованим. Восени 2004 року в ротації MTV з'явився кліп «Бабу буду» з альбому «Для миллионов».
22 листопада 2005 року вийшов «найважчий» у плані звучання альбом «Хлеб». «Мала Ленінградська Симфонія» — компіляція 5 відомих пісень Сергія Шнурова в аранжуванні віолончеліста Сергія Драбкіна. У роботі над альбомом взяв участь виконавець і шоу-мен Стас Барецький, який написав тексти до композицій «Небесний теніс» у співавторстві зі Шнуром та «Кредит», який також взяв участь у записі останнього.
На початку 2006 року альбом «Хлеб» вийшов у Німеччині, де диск у подарунковому оформленні був випущений на лейблі «Eastblock». 11 березня 2006 року відбувся виступ гурту «Ленінград» у ДС «Ювілейний», який потім був випущений на DVD під назвою «Ленин-град жив!!!». 28 листопада 2006 року вийшов дванадцятий альбом «Бабье лето».
З 2007 року співачка Юлія Коган вливається до групи «Ленінград» як бек-вокалістка. 20 листопада 2007 року гурт випустив тринадцятий студійний альбом «Аврора». Критика поставилася до альбому прихильно.
Влітку 2008 року відбувся виступ гурту «Ленінград» у рамках щорічного фестивалю «Пікнік „Афіші“». 25 грудня 2008 року, після низки успішних концертів у московському клубі «Б1 Maximum», Сергій Шнуров оголосив про розпад «Ленінграда» та створення нового гурту під назвою «Рубль». Перший виступ нової групи відбувся на «розігріві» у «Ленінграда» у п'ятницю 26 вересня 2008 року (глядачі тоді не відразу впізнали Шнурова, який відростив довге волосся, і спочатку освистали «незнайомців»). Перший великий сольний концерт «Рубля» було зіграно у Москві 30 січня 2009 року. «Вибійне рубилово з великою кількістю мату» або фітнес-рок, як називає музичний стиль нового гурту сам Сергій Шнуров, знайшов чимало фанатів не лише серед шанувальників «Ленінграда».

### 2010—2019

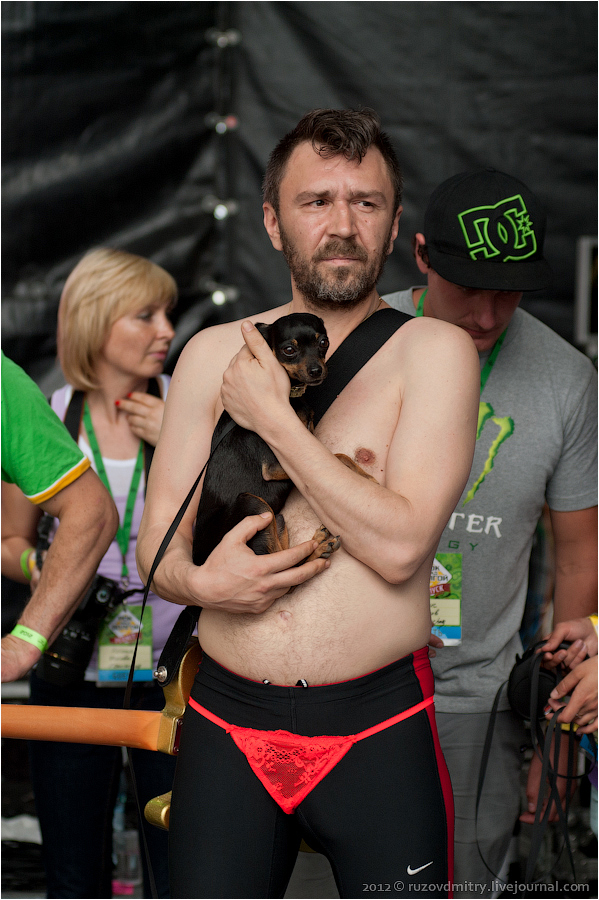
Сергей Шнуров на фестивалі «Рок над Волгой» 2012

9 серпня 2010 року в пресі було анонсовано листопадові концерти в Москві.
20 вересня 2010 року в Інтернеті було розміщено перший за 2 роки новий відеокліп гурту «Ленінград» — «Сладкий сон». Шнуров не заспівав жодного слова у цій композиції, тоді як основну вокальну партію виконала Юлія Коган. Режисером кліпу став петербурзький фотограф Іван Ушков. Через три дні в Інтернеті з'явився другий відеоролик — на композицію «Горький сон», слова і музика якої практично ідентичні попередній композиції. Цього разу вокальну партію виконав Всеволод Антонов.
24 вересня 2010 року вийшов кліп «Хімкінський ліс», музику і вірші якої були написані спільно Сергієм Шнуровим і Стасом Барецьким. Кліп був зроблений режисером Андрієм Закирзяновим за мотивами картин художника Миколи Копєйкіна. У пісні містилися глузування на адресу деяких російських діячів шоу-бізнесу, включно з виконавцем Noize MC, який відповів композицією '«Побрей звезду».
26 і 27 листопада 2010 року в столичному клубі Arena Moscow відбулося 2 аншлагових концерти гурту. Гурт постав у незвичному образі — замість «бритоголовых ребят в тельняшках» на сцену вийшли переважно вусаті музиканти, вбрані в стилі радянських вокально-інструментальних ансамблів (С. Шнуров вийшов на сцену як рок-музикант 1970-х — з волоссям до плечей, у перламутровій куртці та вузьких джинсах).
28 вересня 2011 року на офіційному сайті гурту з'явилося повідомлення, що містило обкладинку альбому і підпис: «Через неделю…». Одночасно з цим на сайті «Большого города» з'явилося відеозвернення Сергія Шнурова. П'ятнадцятий студійний альбом «Ленінграда» вийшов 3 жовтня 2011 року під назвою «Вечный огонь». Реліз відбувся на сайті журналу «Большой город».
17 жовтня 2012 року на офіційному сайті гурту з'явився новий альбом «Рыба», що складається з 12 пісень, проте 22 жовтня 2012 року до альбому додалося ще 4 бонус-трека.
16 листопада 2012 року в Москві відбувся останній концерт із вокалісткою та бек-вокалісткою Юлією Коган, яка згодом пішла в декретну відпустку.
22 березня 2013 року в мережі з'явився новий кліп на стару пісню «Финский залив», в якому, крім Вокс-Бурмістрової, знову була присутня Коган. У серпні гурт виступив на двох зарубіжних музичних фестивалях: 3 серпня в польському місті Костшин-над-Одрою на фестивалі «Польський Вудсток» та 10 серпня в Будапеште на фестивалі Sziget. На початку вересня 2013 року Юлія Коган покинула гурт «Ленінград».
Наприкінці 2014 року вийшли альбоми «Фарш» і «Пляж наш».
У 2016 році з гурту пішла Аліса Вокс-Бурмістрова. Її замінили вокалістки Василіса Старшова і Флорида Чантурія.
19 листопада 2016 року гурт «Ленінград» отримав музичну нагороду «Золотий грамофон» за пісню «Експонат».
У 2017 році гурту виповнилося 20 років. На честь цього «Ленінград» організував тур під назвою «20 лет на радость!». 13 липня 2017 року на стадіоні «Открытие Арена» пройшов ювілейний концерт, який зібрав рекордну кількість глядачів: понад 45 тис. осіб. У липні 2017 року стало відомо про відхід з гурту Василиси Старшової.
31 серпня 2017 року відбулася прем'єра кліпу «Ч. П. Х.» на офіційному YouTube-каналі гурту. Частину композиції виконав репер ST. У кліпі також знялися репер Pharaoh (репер), журналіст і публіцист Олександр Невзоров, футболіст Олександр Кержаков. Того ж дня Сергій Шнуров опублікував в Instagram запис із посиланням на кліп, згідно з яким можна припустити, що «Ч. П. Х.» розшифровується як «Чисто питерская хуйня».
У вересні 2017 року Шнуров анонсував прем'єру нового кліпу, уточнивши, що ролик вийде того дня, коли президент Росії Володимир Путін оголосить про свою участь у президентських виборах 2018 року]. Нове відео на пісню «Кандидат» було опубліковано 20 жовтня, коли Ксенія Собчак заявила про бажання брати участь у виборах У листопаді 2017 року в групі з'явилися три нові солістки: Вікторія Кузьміна, Марія Ольхова та Анна Золотова.
Їхній кліп «Кольщик», знятий Іллею Найшуллером, виграв Berlin Music Video Awards у 2017 році, посівши 1-е місце в категорії «Найкраща концепція». У 2018 році кліп «Ленінград — це не Париж» режисера Павла Сидорова став переможцем Berlin Music Video Awards, також перемігши в категорії «Найкращий наратив».
13 квітня 2018 року вийшов перший за чотири роки повноформатний альбом «Всякое».
19 жовтня 2018 року «Ленінград» побив новий рекорд відвідуваності серед артистів у Росії, зібравши на «Зеніт Арені» в Санкт-Петербурзі 65 110 глядачів.
20 березня 2019 року Шнуров у своєму Інстаграмі опублікував вірш, у якому оголосив про те, що майбутній тур гурту буде останнім. Причина розпаду назрівала останні два роки, проте гурт це не обговорював. Пізніше, в інтерв'ю РБК, Шнуров прокоментував розпуск групи: «З кожної праски звучало, що ми скочуємося „назад у дев'яності“, що у нас епоха застою. Я подумав, якщо в нас епоха застою, давайте і музика буде застою». Він також зазначив, що зараз застійні часи закінчилися, а отже, існування гурту перестало бути доцільним. При цьому музикант припустив, що коли-небудь знову збере колектив.
Стадіонний тур стартував 4 червня в Калінінграді, а завершився 12 жовтня в Санкт-Петербурзі аншлаговим концертом, який відвідало 67 115 осіб. За день до концерту всі квитки були розкуплені. Також концерт відвідав соліст німецького гурту Rammstein Тілль Ліндеманн.
На пресконференції та в інтерв'ю Шнуров заявив, що робить паузу для пошуку нових форм і не виключив, що періодично буде писати вірші і випускати пісні.
У листопаді 2019 року гітарист і менеджер гурту Дмитро Гугучкін оголосив, що «Ленінград» свій останній концерт дасть 31 грудня. Також в одному з інтерв'ю Сергій Шнуров заявив, що, незважаючи на оголошений розпад, гурт збирався виступити на фестивалі Coachella 2020 в США, який згодом було скасовано через пандемію коронавірусу.
23 листопада 2019 року на ЦСКА Арені в Москві пройшов концерт-поєдинок Red Bull Soundclash між угрупованням «Ленінград» і репером Noize MC. Перемогу здобуло угруповання «Ленінград».

### 2020
У 2020 Сергій Шнуров повністю змінив склад гурту, взявши сесійних музикантів. За словами вже колишнього бас-гітариста «Ленінграду» Андрія Кураєва, це стало несподіванкою для всіх учасників колективу.
Протягом року гурт можна було помітити на закритих корпоративах, а влітку було дано ексклюзивний онлайн-концерт для абонентів мережі «Мегафон». За 2020 рік «Ленінград» випустив два кліпи.
У 2021 Сергій Шнуров зосередився на своєму новому проєкті «Зоя», вокалістка якого згодом увійде і до складу оновленого «Ленінграда».
Починаючи з січня 2022 року гурт «Ленінград» став регулярно випускати сатиричні пісні, присвячені різним обговорюваним інфоприводам, а також бюджетні кліпи на них, більшість з яких було знято просто на мобільний телефон на тлі хромакею.
24 травня 2022 року Сергій Шнуров зібрав пресконференцію, на якій анонсував 10 вересня концерт «Ленінграда» з оркестром «Глобаліс» на стадіоні «Лужники» в Москві. При цьому Шнуров зауважив, що це разовий виступ і до гастрольної діяльності гурт поки що повертатися не планує.

## Склад учасників
- Сергій Шнуров, Шнур — вокал, музика, тексти, гітара, перкусія, бас-гітара, контрабас (1997—2008, з 2010)
- Флорида Чантурія, Флорик — вокал, бек-вокал (з 2016)
- Вадим Соловйов — гітара (з 2020)
- Василь Зубков — бас-гітара (з 2020)
- Дмитро Іванов — клавішні (з 2020)
- Денис Мартинов — труба (з 2020)
- Данило Федоров — саксофон (з 2020)
- Олександр Галникін — тромбон (з 2020)
- Ксенія Руденко, Зоя — вокал, бек-вокал (з 2021)
- Михайло Козодаєв — барабани (з 2022)

## Дискографія

### Студійні альбоми
- 1999 — Пуля
- 1999 — Мат без электричества
- 2000 — Дачники
- 2001 — Маде ин жопа
- 2001 — Пуля +
- 2002 — Пираты XXI века
- 2002 — Точка
- 2003 — Для миллионов
- 2004 — Бабаробот
- 2005 — Huinya (спільно з The Tiger Lillies)
- 2005 — Хлеб
- 2006 — Бабье лето
- 2007 — Аврора
- 2011 — Хна
- 2011 — Вечный огонь
- 2012 — Рыба
- 2014 — Пляж наш
- 2014 — Фарш
- 2018 — Всякое
- 2024 — Синяя Богиня

### Інші релізи
- 2012 — Вечерний Ленинград (альбом інструментальних композицій Сергія Шнурова)
- 2012 — С нами пох (неофіційний альбом)
- 2014 — Платье (неофіційний альбом)
- 2014 — Поп и Балда (неофіційний альбом)